# Nemoria antipala
Nemoria antipala là một loài bướm đêm trong họ Geometridae.